# Ogyris
Ogyris är ett släkte av fjärilar. Ogyris ingår i familjen juvelvingar.

## Bildgalleri

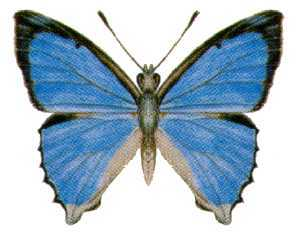
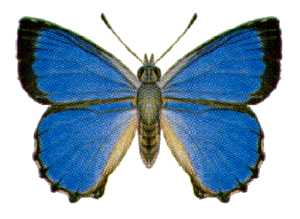
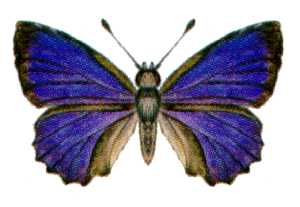
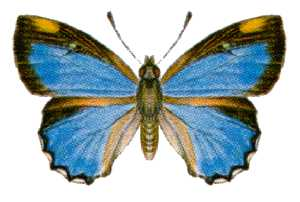
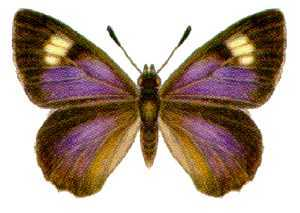

## Dottertaxa tillOgyris, i alfabetisk ordning[1]
- Ogyris abrota
- Ogyris aenone
- Ogyris amaryllis
- Ogyris amata
- Ogyris apiculata
- Ogyris araxes
- Ogyris aurantiaca
- Ogyris barnardi
- Ogyris catharina
- Ogyris delphis
- Ogyris doddi
- Ogyris duaringa
- Ogyris faciepicta
- Ogyris gela
- Ogyris genoveva
- Ogyris genua
- Ogyris halmaturia
- Ogyris hewitsoni
- Ogyris hopensis
- Ogyris ianthis
- Ogyris iberia
- Ogyris idmo
- Ogyris iphis
- Ogyris magna
- Ogyris meeki
- Ogyris meridionalis
- Ogyris ocella
- Ogyris olane
- Ogyris oroetes
- Ogyris orontas
- Ogyris otanes
- Ogyris parsonsi
- Ogyris splendida
- Ogyris typhon
- Ogyris waterhouseri
- Ogyris zenobia
- Ogyris zolivia
- Ogyris zosine